# Oscar et Malika, toujours en retard
Oscar et Malika, toujours en retard (Nate is Late) est une série télévisée d'animation franco-germano-australienne en 156 épisodes de 11 minutes, créée par Sylvain Huchet et Peter Saisselin et réalisée par Jérémy Guiter (saison 1, saison 2), Edouard Kuchiman (saison 2, saison 3) et Gaultier Buiret (saison 2, saison 3). 

Diffusée pour la toute première fois le 26 mai 2018 sur la chaîne allemande Super RTL, ainsi que sur la chaîne australienne Nine Network, en France, à partir du 22 octobre 2018 sur France 4, et au Royaume-Uni sur Pop et Pop Max. La série a été renouvelée pour une troisième saison et diffusée le 24 mars 2025 sur France 4.

## Univers de la série
Tous les matins, Oscar et Malika vont à l’école ensemble mais sont distraits par des aventures qui les retardent. Quand ils arrivent enfin à l’école, la directrice, Prudence, ne croit jamais à leurs histoires.

## Fiche technique
- Titre original : Oscar et Malika, toujours en retard
- Réalisation : Jérémy Guiter, Edouard Kuchiman, Gaultier Buiret.
- Scénario : Sam Meikle
- Producteurs : Philippe Alessandri
- Musique : Nathalie Loriot et Franck Hedin (groupes Black and Davis et Lafayette)[1],[2]
- Société de production : Watch Next Media, France Télévisions
- Bible graphique : David Maingault, Jeremy Guiter, Antoine Birot, Nathanaël Ferdinand
- Pays d'origine :  France,  Allemagne et  Australie
- Genre : série d'animation, comédie, super-héros, fantastique
- Nombre de saisons : 3
- Nombre d’épisodes : Nouveaux épisodes de la saison 3 en cours de production
- Durée : 11 minutes environ

## Distribution (voix)
- Kaycie Chase : Oscar (1ere Voix, Saisons 1 et 2)
- Fanny Bloc : Oscar (2e Voix, Saison 3)
- Emmylou Homs : Malika, Maurice
- Fily Keita : Prudence
- Barbara Beretta : Vivi
- Claire Baradat : Violette
- Marie Chevalot : Mélanie
- Sylvain Lemarié : Cosmo (1ere Voix, Saisons 1 et 2)
- Bruno Magne : Cosmo (2e Voix, Saison 3)
- Thomas Sagols : Terry
- Gauthier Battoue : Mickaël Martin
- Martial Le Minoux : Professeur Toybos
- Voix additionnelles : Claire Baradat, Fily Keita, Patrice Baudrier, Antoine Lelandais, Jérémy Prévost, Frédéric Souterelle, Bruno Magne, Thierry Kazazian, Brigitte Lecordier, Martial Le Minoux.

Interprète du Générique : Nathalie Loriot
- Version française
  - Société de doublage : I Love my prod
  - Direction artistique : Martial Le Minoux
  - Adaptation des dialogues : ?

## Production et développement
Une deuxième saison a été confirmée par la production de la série En 2019, et sera programmée début 2021.
L'animation des personnages a changé à partir de cette deuxième saison et à été annoncée sur la chaîne allemande Super RTL pour une diffusion à partir du printemps 2021. En France, la diffusion de la deuxième saison devait commencer au printemps 2021, mais a finalement été diffusée depuis le 8 novembre 2021 sur France 4 dans l'émission Okoo.
Une troisième saison est en cours de production.
La troisième saison est diffusée depuis le 24 mars 2025

## Personnages
- Oscar (ou Nate dans la version anglophone) : un garçon de 10 ans qui est enthousiaste à l’idée de partir à l’aventure.
- Malika : une fille de 10 ans qui est la meilleure amie de Oscar.
- Prudence : la directrice de l’école d’Oscar et Malika qui demande à Oscar et Malika la raison de leur retard. Bien qu'elle ne les croit pas, il se passe souvent un évènement qui fait que les deux retardataires ne sont finalement pas punis.
- Maurice : un garçon de 10 ans, qui est un camarade de Oscar et Malika et qui ne les aime pas beaucoup car il trouve qu'ils le mettent en retard à cause de leurs « histoires ». Il est parfois intégré dans les aventures d'Oscar et Malika mais sans jouer un rôle de héros, mais il est victime des mêmes problèmes qu'Oscar et Malika.
- Terry (Riri dans l'épisode Le doudou de Riri) : Terri est le pire ennemi de Oscar et Malika car il leur joue des tours méchants et vicieux.  On apprend dans certains épisodes que Terri est sensible derrière sa face méchante. Comme Maurice, il arrive parfois en retard à cause des aventures d'Oscar et Malika. Il cherche à trouver des excuses pour Oscar et Malika dans certains épisodes.

## Épisodes

### Saison 1 (2018-2019)
1. Les Gobelins des égouts
2. Les Ruines romaines
3. La Plante carnivore
4. Le Dragon
5. Les Insectes
6. L'Agent secret
7. Le Leprechaun
8. L'Adorable Monstre
9. L'Apprenti sorcier
10. Le Livre magique
11. Le Génie
12. La Grenouille
13. L'Enfant du futur
14. Les Sirènes
15. La Maison hantée
16. Le Doudou de Riri
17. Les Envahisseurs (partie 1)[n 1]
18. Les Envahisseurs (partie 2)[n 1]
19. La Super Héroïne
20. L'Extraterrestre
21. Le Robot
22. Le Renne du père Noël
23. La Montre à remonter le temps
24. Les Cyborgs
25. La Momie
26. Papy
27. La Fabrique de bonbons
28. Le Jeu vidéo
29. Le Pirate
30. La Cité dans le ciel
31. La Jeune fille sans la perle
32. Le Peuple de l'arbre
33. L'Anneau de la chance
34. Le Faune
35. Le Maître ninja
36. Les Baskets magiques
37. Le Singe savant
38. L'Étoile filante
39. Le Concours des dieux
40. Les Totems
41. Le Bonhomme en pain d'épice
42. La Fille des cavernes
43. Le Flash
44. La Spore
45. Le Rêve
46. La Louve
47. Les Farfadets
48. Prince Oscar
49. Le Dinosaure
50. Le Concert
51. La Fée des neiges
52. La Licorne

1. 1 2  Cet épisode en deux parties est pensé comme une conclusion de la première saison. La numérotation utilisée par les chaines de télévision et présenté sur cet article ne correspond pas à la volonté des auteurs de la série[2].

### Saison 2 (2021-2022)
1. La dame du Lac
2. L'oiseau-Tonnerre
3. L'homme-croco
4. Le golem
5. Le coiffeur
6. Le régulateur d'humeur
7. Le Jeu d'Échecs
8. Le Drone
9. La Spationaute
10. La Gorgone
11. La faille dimensionnelle
12. Les Reptiliens
13. Le bracelet enchanté
14. La voleuse d'encre
15. Le Tiki
16. La Marionnette
17. La Mandragore
18. Les Vampires
19. La Sphinge
20. Le Pendule
21. La carpe géante
22. La robe de mariée
23. L'esprit du foyer
24. Le grand Pili-Pala
25. La Récré sans fin
26. L'Agent Poulet
27. Le kitsune
28. Le collectionneur
29. Le kappa
30. Le haricot magique
31. L'épreuve du Demi-Dieu
32. Le Glitch
33. Les lilliputiens
34. Le chapeau du magicien
35. Le Chromapix
36. La famille Pain d'épices
37. L'Agence Alphabet
38. Les Bêtes sauvages
39. Le retour des doudoux
40. La voiture de course
41. Le cerveau du Professeur Toybos
42. L'Astéroïde
43. Les voyageurs du temps
44. Les Nébuleux
45. Le congrès des sorcières
46. Les Kobolds
47. Les superstars
48. Le cousin Gobelin
49. La couronne d'or
50. L'épouvantail
51. La peau de banane (Partie 1)
52. La peau de banane (Partie 2)

### Saison 3 (2025)
1. La Rose Bleue
2. La Télé-Réalité
3. La Tresse de l'amitié
4. Les Livres
5. La Petite Géante
6. La Valkyrie
7. Boss Terry
8. Le Bazar de Cosmo
9. Les Fées des Saisons
10. Le Daruma
11. La Boule de cristal
12. L'Affaire du Voleur de son
13. Le Marchand de Sable
14. La Classe de Mer
15. La chanteuse
16. Le joueur de flûte
17. Le roi singe
18. Le palais du rire
19. Miracle Blues Girl
20. Le match de foot
21. La guerre des chefs
22. Le vieux film
23. Le jeu de rôle Partie 1
24. Le jeu de rôle Partie 2
25. Les signes du zodiaque
26. Le magasin
27. L'influenceuse intergalactique
28. Galatée
29. La meute
30. Les petits peuples
31. La fontaine de Jouvence
32. Les Necropix
33. Pandore
34. Le coach du trac
35. Le jeu de Triboulet
36. Le cowboy
37. Le grand jour de Maurice
38. Le petit frère
39. Le procès de la Sphinge
40. Le Bonnet
41. Le Dermyosotis
42. La ville fleurie
43. La garde tempête
44. Les scientifiques
45. L'école des vampires
46. L'élection
47. Les Nommos
48. L'épreuve du demi-nymphe
49. Le sceptre des géants
50. [à annoncer]
51. Oscar sans Malika (partie I)
52. Oscar sans Malika (partie II)

Correspondance avec les épisodes Anglais : 
FR2 - 1. The Reality Show
FR4 - 2. The Books
FR1 - 3. The Blue Rose
FR3 - 4. The Friendship Bracelet
FR6 - 5. The Valkyrie
FR7 - 6. Work Terry
FR8 - 7. Cosmo's Bazar
FR10 - 8. The Daruma
FR9 - 9. The Season Fairies
FRNone - 10. The Snowman
FR5 - 11. The Little Giant
FR11 - 12. The Crystal Ball
FR12 - 13. The Case of the Sound Thief
FR14 - 14. The Beach Class
FR16 - 15. The Pied Piper
FR13 - 16. The Sandman
FR19 - 17. Miracle Girl Blues
FR17 - 18. The Monkey King
FR15 - 19. The Singer
FR18 - 20. The Fun House
FR22 - 21. The Old Movie
FR20 - 22. The Soccer Match
FR27 - 23. Intergalactic Influencer
FR25 - 24. The Signs of the Zodiac
FR21 - 25. The War of the Chefs
FR32 - 26. The Necropix
FR26 - 27. The Store
FR28 - 28. Galatea
FR23 - 29. The Role-Playing Game (1)
FR24 - 30. The Role-Playing Game (2)
FR30 - 31. The Small People
FR29 - 32. The Pack
FR34 - 33. The Stage Coach
FR33 - 34. Pandora
FR36 - 35. The Cowboy
FR31 - 36. The Fountain of Youth
FR38 - 37. The Little Brother
FR39 - 38. The Trial of the Sphinx
FR35 - 39. The Bonnet
FR37 - 40. Maurice's Big Day